# Fecenia protensa
Espèce
Synonymes
- Fecenia travancoria Pocock, 1899
- Fecenia sumatrana Kulczynski, 1908
- Psechrus nicobarensis Tikader, 1977
- Fecenia nicobarensis (Tikader, 1977)

Fecenia protensa est une espèce d'araignées aranéomorphes de la famille des Psechridae.

## Distribution
Cette espèce se rencontre au Sri Lanka, en Inde au Kerala et aux îles Nicobar, au Népal, en Thaïlande, au Viêt Nam, en Malaisie, à Singapour, au Brunei et en Indonésie à Sumatra, au Kalimantan et à Bali,.

## Description
La carapace des mâles mesurent de 3,1 à 4,4 mm de long sur de 2,1 à 3,0 mm de large, l'abdomen de 4,1 à 6,4 mm de long sur de 1,6 à 2,65 mm de large. La carapace des femelles mesurent de 3,3 à 5,9 mm de long sur de 1,9 à 4,0 mm de large, l'abdomen de 5,5 à 12,3 mm de long sur de 2,4 à 5,4 mm de large.

## Systématique et taxinomie
Cette espèce a été décrite par Thorell en 1891.
Fecenia sumatrana et Psechrus nicobarensis ont été placées en synonymie par Bayer en 2011.
Fecenia travancoria a été placée en synonymie par Malamel, Pradeep et Sebastian en 2013.

## Publication originale
- Thorell, 1891 : « Spindlar från Nikobarerna och andra delar af södra Asien. » Kongliga Svenska Vetenskaps-Akademeins Handlingar, vol. 24, no 2, p. 1-149 (texte intégral).